# Dekanat lepelski (eparchia witebska i orszańska)
Dekanat lepelski – jeden z dwudziestu jeden dekanatów wchodzących w skład eparchii witebskiej i orszańskiej Egzarchatu Białoruskiego Patriarchatu Moskiewskiego.
Dziekanem jest protojerej Siergiej Leszkiewicz.

## Parafie w dekanacie[1]
- Parafia Ikony Matki Bożej ,,Niewyczerpany Kielich" w Borówce
  - Cerkiew Ikony Matki Bożej ,,Niewyczerpany Kielich" w Borówce
- Parafia św. Barbary w Czerejszczyźnie
  - Cerkiew św. Barbary w Czerejszczyźnie
- Parafia Mińskiej Ikony Matki Bożej w Domżerzycach
  - Cerkiew Mińskiej Ikony Matki Bożej w Domżerzycach
- Parafia św. Sergiusza Radoneskiego w Jurkowszczyźnie
  - Cerkiew św. Sergiusza Radoneskiego w Jurkowszczyźnie
- Parafia św. Jerzego Zwycięzcy w Kamieniu
  - Cerkiew św. Jerzego Zwycięzcy w Kamieniu
- Parafia św. Jerzego Zwycięzcy w Leplu
  - Cerkiew św. Jerzego Zwycięzcy w Leplu
- Parafia Narodzenia Pańskiego w Leplu
  - Cerkiew Narodzenia Pańskiego w Leplu
- Parafia św. Paraskiewy Piątnickiej w Leplu
  - Cerkiew św. Paraskiewy Piątnickiej w Leplu
- Parafia Przemienienia Pańskiego w Leplu
  - Cerkiew Przemienienia Pańskiego w Leplu
- Parafia Włodzimierskiej Ikony Matki Bożej w Leplu
  - Cerkiew Włodzimierskiej Ikony Matki Bożej w Leplu
- Parafia św. Mikołaja Cudotwórcy w Makarowszczyźnie
  - Cerkiew św. Mikołaja Cudotwórcy w Makarowszczyźnie
- Parafia Wniebowstąpienia Pańskiego w Pysznie
  - Cerkiew Wniebowstąpienia Pańskiego w Pysznie
- Parafia Świętych Kosmy i Damiana w Słobodzie
  - Cerkiew Świętych Kosmy i Damiana w Słobodzie
- Parafia Ikony Matki Bożej ,,Wspomagająca Chlebem" w Stajach
  - Cerkiew Ikony Matki Bożej ,,Wspomagająca Chlebem" w Stajach
- Parafia św. Józefa Wołockiego w Zasłonowie
  - Cerkiew św. Józefa Wołockiego w Zasłonowie

Na terenie dekanatu mieszczą się dwa pokoje modlitwy:
- w oddziale całodobowego przebywania "Świetlica" w Kamieniu[3]
- w Lepelskim Centralnym Szpitalu Rejonowym[4]

## Galeria

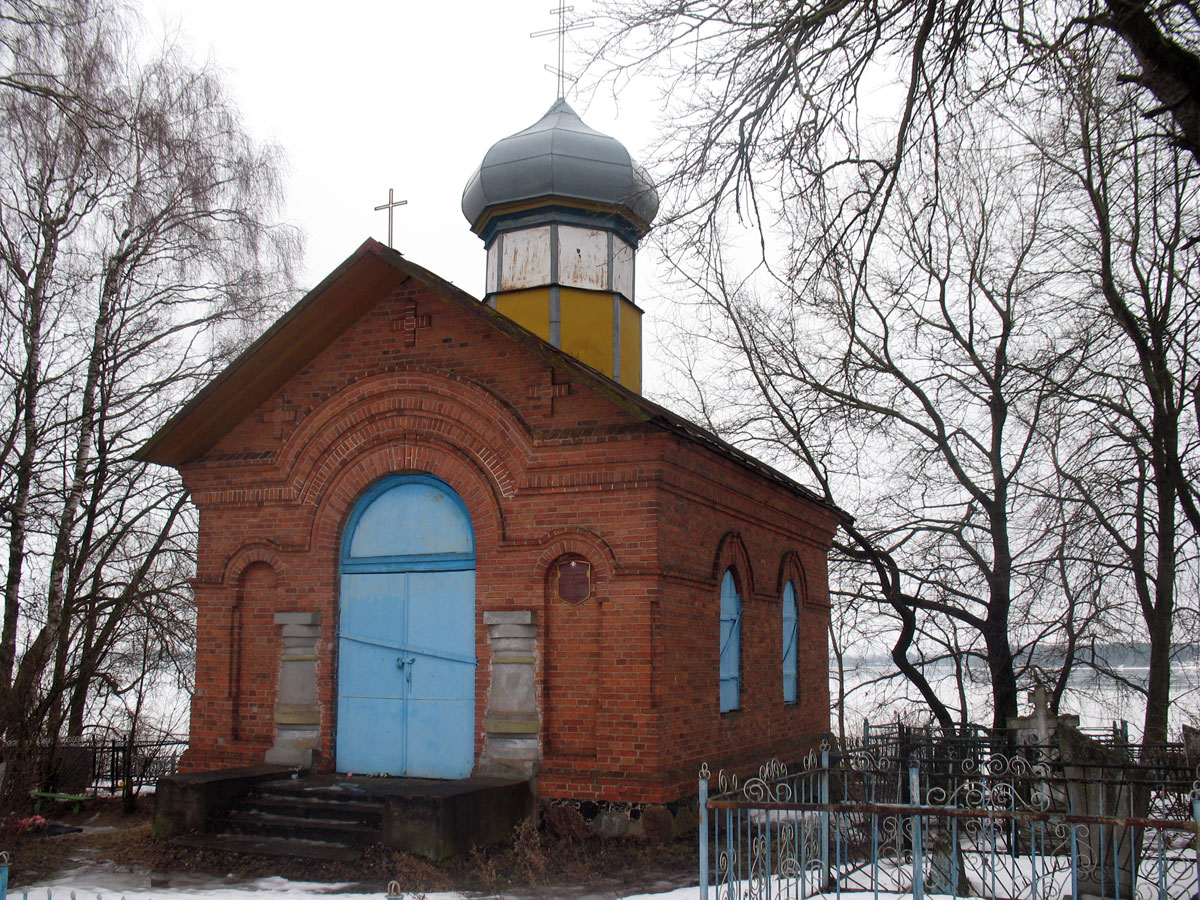
Cerkiew św. Jerzego Zwycięzcy w Leplu
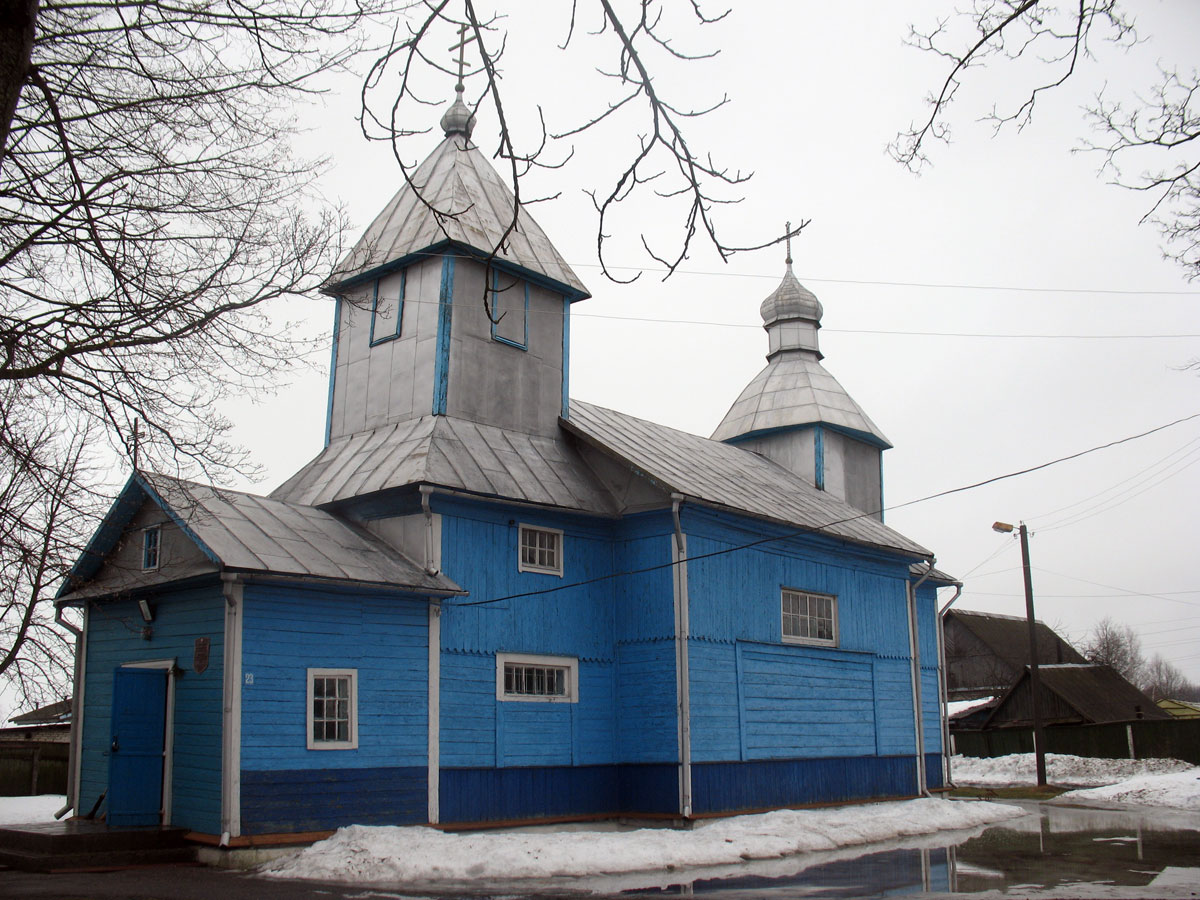
Cerkiew św. Paraskiewy Piątnickiej w Leplu
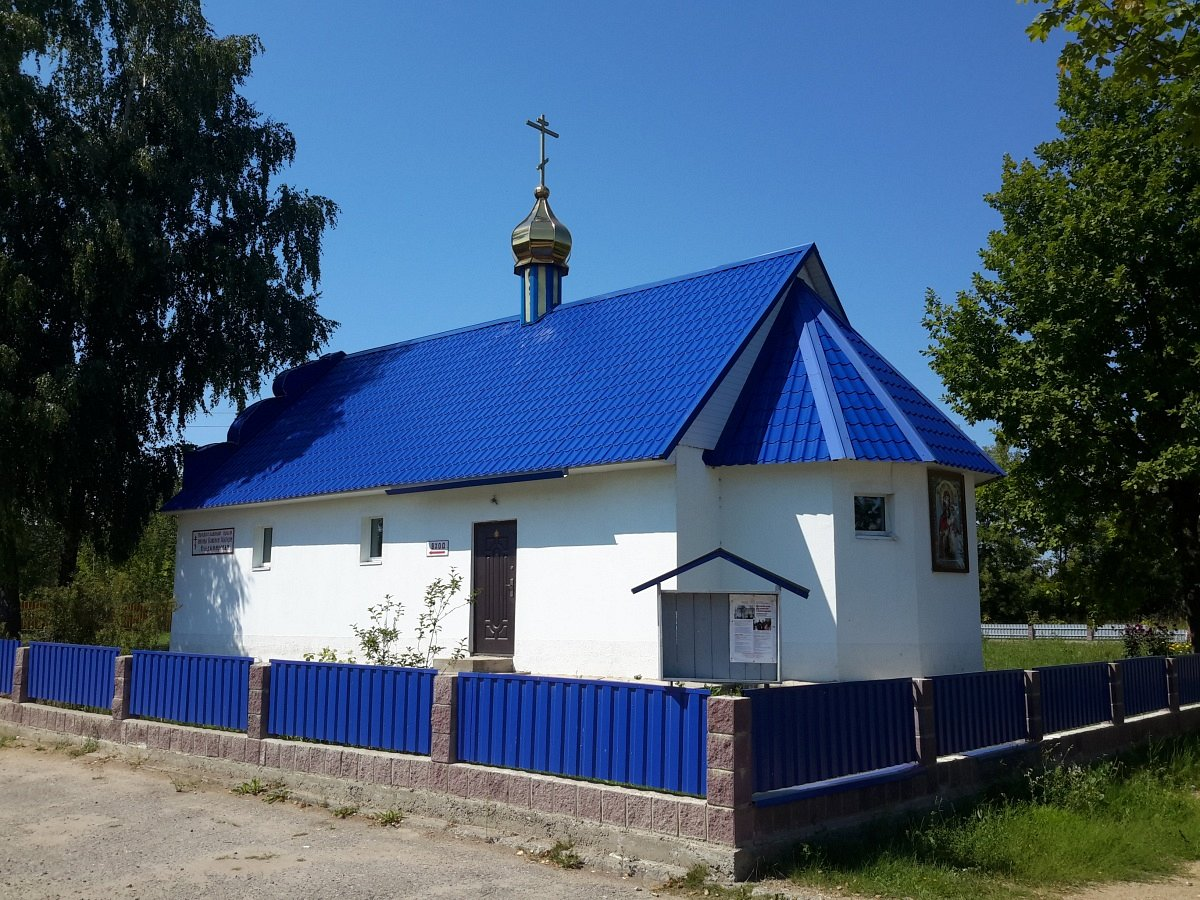
Cerkiew Przemienienia Pańskiego w Leplu
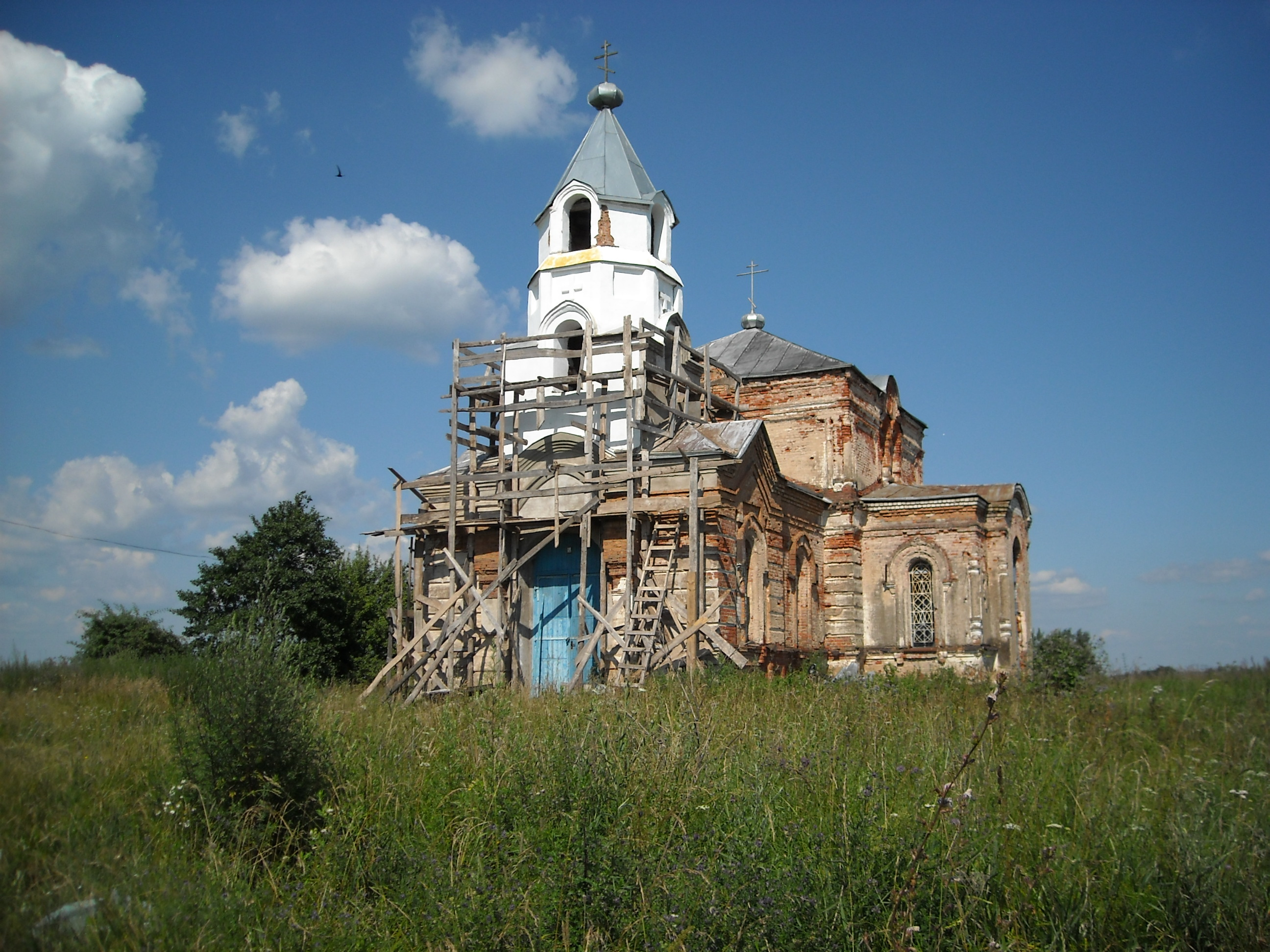
Cerkiew św. Mikołaja Cudotwórcy w Makarowszczyźnie